# Галешняк
Галешняк (хорв. Galešnjak) — острів поблизу хорватського узбережжя Адріатичного моря. Площа — 132 000 м ². Власник — Владо Джуреско.
Став відомий в лютому 2009 року, коли незадовго до дня св. Валентина користувачі програми Google Earth виявили, що за формою він нагадує відомий символ кохання — серце.